# Christoph Steinert
Christoph Steinert (* 18. Januar 1990 in Berlin) ist ein deutscher Handballspieler.

## Vereinskarriere
Steinert begann mit 13 Jahren beim SV Lokomotive Rangsdorf mit dem Handballspielen, nachdem er zuvor in Berlin Fußball gespielt hatte. Vier Jahre später wechselte er in die A-Jugend des SC Magdeburg, wo er 2008 in der Bundesliga debütierte. 2010 schloss er sich Bundesliga-Absteiger GWD Minden an und feierte dort zwei Jahre später als Meister der 2. Bundesliga den Wiederaufstieg. Nachdem Steinert mit Minden nach der Saison 2014/15 abgestiegen war, wechselte er zum SC DHfK Leipzig. Sein Vertrag in Minden lief zwar bis 2016, hatte jedoch nur für die Bundesliga Gültigkeit. Zur Saison 2017/18 schloss er sich dem HC Erlangen an. Im Sommer 2019 kehrte er zum SC Magdeburg zurück. Im Sommer 2021 wechselte er wieder zum HC Erlangen.

## Auswahlmannschaften
Steinert absolvierte insgesamt 36 Länderspiele für den DHB (Junioren und Jugend) und wurde mit der Nationalmannschaft U18-Europameister 2008 und U21-Weltmeister 2011.
Für eine deutsche B-Auswahl bestritt er 2013 und 2014 vier Länderspiele, in denen er fünf Treffer erzielte.
Am 7. Januar 2022 gab er sein Debüt in der A-Nationalmannschaft beim 30:26-Sieg über die Schweiz, bei dem er drei Treffer erzielte. Bei der Europameisterschaft 2022 bestritt er die ersten fünf Spiele und erzielte 18 Tore, bevor ein positiver COVID-19-Test sein Turnier beendete. Ein positiver Test vor dem Spiel gegen Norwegen erwies sich als falsch-positiv, wodurch Steinert eine Stunde vor Anpfiff zu Fuß vom Hotel zur nahegelegenen Sporthalle laufen musste.
Bei der Weltmeisterschaft 2023 erreichte er mit der deutschen Nationalmannschaft den 5. Platz. Das Team zeigte damit eine Leistungssteigerung gegenüber den durch die Corona-Pandemie beeinflussten letzten großen Turnieren, Steinert erzielte 19 Tore. Er stand im Kader für die Europameisterschaft 2024 und belegte mit Deutschland den 4. Platz. Bei der Weltmeisterschaft 2025 scheiterte die DHB-Auswahl im Viertelfinale und beendete das Turnier auf Rang 6.

## Erfolge
- U-18-Europameister 2008
- U-21-Weltmeister 2011
- Bundesliga-Aufstieg 2012 mit GWD Minden
- EHF European League 2021
- Silbermedaille bei den Olympischen Spielen 2024 mit der deutschen Nationalmannschaft. Dafür wurden er und sein Team am 4. November 2024 vom Bundespräsidenten Frank-Walter Steinmeier mit dem Silbernen Lorbeerblatt ausgezeichnet.[9]